# Otto Rosenheinrich
Otto Rosenheinrich (* 4. Juni 1920; † unbekannt) war Fußballtorwart in der DDR-Oberliga, der höchsten Spielklasse des DDR-Fußball-Verbandes. Dort spielte er für den SC Fortschritt Weißenfels.

## Sportliche Laufbahn
In den 1950er Jahren machte Rosenheinrich die wechselvolle Geschichte des Weißenfelser Fußballgeschehens mit. Ab 1950 war der 30-Jährige Torwart der Betriebssportgemeinschaft (BSG) Schuhmetro, mit der er in der zweitklassigen Landesklasse Sachsen-Anhalt spielte. Am 1. April 1951 nannte sich die BSG in Fortschritt um und spielte in dieser Saison in der neu gegründeten zweitklassigen DDR-Liga. Zu dieser Zeit gehörte Rosenheinrich zum Kader der Landesauswahl Sachsen-Anhalt, mit der er 1951 im Finale um den DDR-Länderpokal stand. Sachsen-Anhalt unterlag der Sachsen-Auswahl mit 1:2. Am 21. Dezember 1954 wurde die Betriebssportgemeinschaft zum Sportclub Fortschritt aufgewertet. Die Weißenfelser, bis dahin stets im Spitzenfeld der DDR-Liga vertreten, erreichten in der Saison 1954/55 den Aufstieg in die DDR-Oberliga. Rosenheinrich, inzwischen schon 34 Jahre alt, war Stammtorwart der Mannschaft. Nach dieser Saison wurde der Spielbetrieb im DDR-Fußball auf den Kalenderjahr-Rhythmus umgestellt, dazu gab es im Herbst 1955 eine einfache Übergangsrunde. In dieser inoffiziellen Spielzeit trat der SC Fortschritt bereits in der Oberliga an und erreichte als Neuling einen respektablen siebten Platz unter 14 Mannschaften. Rosenheinrich bestritt 12 der 13 Übergangsrundenspiele. Als für Weißenfels 1956 der scharfe Start in der Oberliga begann, hatte Rosenheinrich bereits sein 35. Lebensjahr vollendet. Trotzdem bestritt er die ersten 14 Punktspiele im Tor des SC Fortschritt, ehe er von dem jüngeren Torwart Herbert Jacob abgelöst wurde. Danach beendete Rosenheinrich seine Laufbahn als Leistungssportler.  